# Ананко Юрій Олександрович
Юрій Олександрович Ананко (нар. 16 червня 1971, Бахмач, Чернігівська область, УРСР, СРСР) — український письменник і перекладач. Один із учнів бахмацького письменника-нонконформіста Володимира Кашки.

## Життєпис
Народився в місті Бахмач, що на Чернігівщині. Закінчив дев'ять класів, п'ять з яких навчався в Дунаївецькій школі-інтернаті на Хмельниччині та чотири — в Цюрупинську Херсонської області.

## Творчість
Друкувався в «Літературній Україні», «Світо-Виді», «Березолі» (лауреат 2007 року), «Кур'єрі Кривбасу», «Літературному Чернігові», «Київській Русі».
Лауреат конкурсу видавництва «Смолоскип» 1996 року.
У 2006 році у видавництві «Смолоскип» вийшла друком книжка «Папороть у горщику». У 2017 році у видавництві «Discursus» вийшов його переклад «Платеро і я» Хуана Рамона Хіменеса.